# Langues grand barito
Pour les articles homonymes, voir Barito (homonymie).
Les langues grand barito forment un groupe de langues de la branche malayo-polynésienne des langues austronésiennes. Au nombre de 33, elles se répartissent en 4 groupes :
- langues barito-mahakam : 2 langues,
- langues barito occidentales : 5 langues,
- langues barito orientales : 18 langues, dont le ma'anyan de Kalimantan du Sud et les différents parlers malgaches de Madagascar et de Mayotte.
- langues sama-bajaw : 8 langues

Les linguistes considèrent donc désormais que les langues sama-bajaw, dont font partie les langues parlées par les « nomades de la mer » Bajau, appartiennent à ce rameau.